# (36871) 2000 SV150
2000 SV150 (asteroide 36871) é um asteroide da cintura principal. Possui uma excentricidade de 0.14316790 e uma inclinação de 1.39901º.
Este asteroide foi descoberto no dia 24 de setembro de 2000 por LINEAR em Socorro.